# 新阿姆斯特丹
新阿姆斯特丹（荷蘭語：Nieuw Amsterdam）是一個17世紀荷蘭在曼哈頓島南端成立的殖民地，作為新尼德蘭殖民政府所在地。不久成為阿姆斯特丹堡外面的殖民區。該城堡位於曼哈頓島戰略性的南端，以保護在北河（哈德遜河）的荷蘭西印度公司的皮草貿易。1624年新尼德兰成為荷蘭共和國的延伸省分，次年建立的新阿姆斯特丹则成為該省的省会。
到了1655年，新尼德蘭的人口增長至2000人，一半為尼德蘭源，另一半分別來自西屬尼德蘭、法屬尼德蘭、日耳曼、瑞典、挪威、芬蘭、葡萄牙以及歐洲其他地區，當中1500人住在新阿姆斯特丹。1664年以前，新尼德蘭的人口在9年間暴增至近9000人，2500人住在新阿姆斯特丹，1000人住在橙堡，其餘則住在其他城鎮和村莊。其中新哈勒姆市（Nieuw-Haarlem）即為今日之紐約哈林区。
新阿姆斯特丹在1664年9月8日被英格蘭佔領後，為了紀念英国的約克公爵（後來的詹姆斯二世）而更名为紐約。1665－1667年第二次英荷戰爭以後，英格蘭與尼德蘭聯合省同意維持布雷達條約現狀。英格蘭保留了珍贵的曼哈頓島，荷蘭放棄對城鎮和殖民地其餘部分的聲請，而英格蘭放棄了對荷蘭東印度控制的倫島的主權聲索，確認荷蘭對班達群島的控制。曾經是新阿姆斯特丹的地方現已成為曼哈顿南部的一部分，因为当时城市仿照阿姆斯特丹而规划，如今曼哈顿的一些地名仍可看出影响。运河街，水街等均为新阿姆斯特丹曾经的运河所在地。华尔街，或墙街，即是新阿姆斯特丹的北城墙所在地。